# Герин, Билл
Уи́льям Ро́берт Ге́рин (англ. William Robert Guerin; 9 ноября 1970, Уилбрэхэм, Массачусетс, США), известный как Билл Герин — бывший американский хоккеист, нападающий. Герин провел в Национальной хоккейной лиге 18 сезонов, дважды выиграв Кубок Стэнли — в составе «Нью-Джерси Девилз» и «Питтсбург Пингвинз». В составе сборной США Герин принимал участие в Олимпийских играх в 1998, 2002 и 2006 годах, а также в двух Кубках мира. Герин был первым игроком латиноамериканского происхождения в НХЛ. В настоящее время время является генеральным менеджером клуба НХЛ «Миннесота Уайлд».

## Биография

### Игровая карьера
Герин был задрафтован в 1989 году клубом НХЛ «Нью-Джерси Девилз» по общим 5-м номером и выступал за команду с 1991 по 1998 годы.
По ходу сезона 1997-98 Герин и Валерий Зелепукин были обменяны в «Эдмонтон Ойлерз» на Джейсона Арнотта и Брайана Мьюра.
После сезона 2001-02, в котором Герин забросил 41 шайбу, он покинул «Бостон Брюинз», в котором провел два сезона, и как свободный агент подписал пятилетний контракт с «Даллас Старз». Играя за «Даллас», Герин часто не оправдывал возложенных на него надежд, и после слабого сезона 2005-06, в котором он смог набрать только 40 очков, «Даллас» решил расторгнуть контракт с Герином с выплатой ему положенных по правилам НХЛ двух третей от суммы оставшегося контракта, выплачиваемых в течение удвоенного срока, оставшегося до конца контракта. Таким образом, вместо $6.7 миллиона за год Герин получил $4.4 миллиона в течение двух лет.
3 июля 2006 года Герин подписал годичный двухмиллионный контракт с «Сент-Луис Блюз». Играя в одном звене с бывшим партнёром по «Эдмонтону» Дугом Уэйтом, Герин смог возродить былой уровень своей игры, с легкостью превзойдя по количеству голов показатель прошлого неудачного сезона. Он принял участие в Матче всех звезд 2007 года, проходившем в Далласе. Несмотря на серьёзную критику его игры в составе «Далласа», фанаты в Далласе устроили Герину овацию, тем самым признав его своим любимцем на многие годы.
2 февраля 2007 года Герин стал 214-м игроком НХЛ, сыгравшим 1000 матчей.
27 февраля 2007 года Герин был обменян в «Сан-Хосе Шаркс» на Вилле Ниеминена, перспективного юниора Джея Бэрриболла и право выбора на драфте.
5 июля 2007 года Герин подписал двухлетний контракт с «Нью-Йорк Айлендерс». 9 июля Герин был избран капитаном, став 11-м в истории «Айлендерс» капитаном.
4 марта 2009 года Герин был обменян в «Питтсбург Пингвинз» на условный выбор драфта.
17 апреля 2009 года Герин забросил победную шайбу в овертайме второго матча серии против клуба «Филадельфия Флайерз», сделав счет в серии 2:0 в пользу «Питтсбурга».
12 июня 2009 года Герин стал обладателем Кубка Стэнли в составе «Питтсбурга» после победы 2:1 в 7-м матче финальной серии против «Детройт Ред Уингз», прошедшем на Джо Луис Арене. Его четырнадцатилетний перерыв между двумя Кубками Стэнли стал третьим за всю историю НХЛ после Криса Челиоса (16 лет) и Марка Рекки (15).
После того, как 15 июля на параде в Питтсбурге, посвященном победе в Кубке Стэнли, партнёры по команде и болельщики поддержали желание Герина продолжить карьеру, 29 июля он подписал однолетний контракт с «Питтсбургом» на сезон 2009-10, согласившись на существенное понижение зарплаты.
Герин — первый игрок НХЛ, забросивший 20 голов за сезон в составе 7-ми разных команд.
Генеральный менеджер «Питтсбурга» Рэй Шеро решил не предлагать Герину контракт на сезон 2010-11. 7 сентября 2010 года клуб «Филадельфия Флайерз» пригласил Герина принять участие в тренировочном лагере. Однако, 4 октября Герин был отпущен из «Филадельфии» без контракта.
6 декабря 2010 года объявил о завершении своей карьеры. На момент завершения карьеры Герин был 7 американцем в НХЛ по количеству голов за карьеру (429).
6 июня 2011 года Герин получил работу в качестве одного из тренеров «Питтсбург Пингвинз».
В настоящее время[когда?] является генеральным менеджером клуба АХЛ «Уилкс-Берри Скрэнтонз», фарм-клуба «Питтсбурга».
В 2013 году, в год 20-летия франчайза «Даллас Старз» Герин был избран болельщиками «Далласа» в символическую сборную команды всех времен. Герин получил место в третьей тройке этой символической сборной.
21 августа 2019 года был назначен генеральным менеджером «Миннесоты Уайлд».

### Личная жизнь
У Герина никарагуанско-ирландские корни. Он и его жена Кара имеют четверых детей: Кайлу Лин, родившуюся 6 июля 1997 года, Грейс Элизабет, родившуюся в 1998 году, Лиэма, родившегося 23 мая 2001 года, и Лекси Роуз, родившуюся 2 декабря 2002 года.
Во время своей игровой карьеры Герин с женой и детьми жили в тауншипе Мурстаун, Нью-Джерси.

### Достижения
- Двукратный обладатель Кубка Стэнли — 1995 года («Нью-Джерси Девилз») и 2009 года («Питтсбург Пингвинз»).
- Участник Матча всех звезд НХЛ 2001, 2003, 2004 и 2007 годов.
- Победитель Кубка мира 1996 года в составе сборной США.
- Серебряный призёр Олимпийских игр 2002 года в составе сборной США.

## Статистика
| Легенда | Легенда                    | Легенда | Легенда                   | Легенда | Легенда    |
| ------- | -------------------------- | ------- | ------------------------- | ------- | ---------- |
| И       | Количество проведённых игр | Штр     | Штрафное время            | +/−     | Плюс-минус |
| Г       | Голы                       | П       | Голевые передачи          | О       | Очки       |
| -       | Статистика неизвестна      | —       | Статистика не учитывалась |         |            |